# Comunisti col Rolex
Comunisti col Rolex è un album in studio dei rapper italiani J-Ax e Fedez, pubblicato il 20 gennaio 2017 dalla Sony Music e dalla Newtopia.

## Antefatti
Le prime indiscrezioni relative a una collaborazione tra i due rapper giunse a febbraio 2016, quando J-Ax ha confermato di essere al lavoro con Fedez su un album di inediti. In una successiva intervista è stato rivelato che l'obiettivo originale previsto per l'album era quello di un progetto di 30 brani, pubblicato in due parti differenti, con canzoni che avrebbero visto il coinvolgimento di diversi artisti sia nazionali sia internazionali.
Il 21 novembre 2016 i due rapper hanno annunciato il titolo dell'album, mentre il 9 dicembre è stata annunciata la data di pubblicazione e sono stati presentati i vari artisti che hanno preso parte all'album, tra cui Giusy Ferreri, Loredana Bertè, Nek e Alessia Cara.

## Titolo
Secondo quanto rivelato dagli autori, il titolo Comunisti col Rolex nasce da «un insulto, che abbiamo voluto trasformare in merito: per dire che in Italia si può ancora diventare ricchi onestamente, e questa è una cosa bella.»

## Promozione
La pubblicazione dell'album è stata anticipata da due singoli. Il primo di essi è stato Vorrei ma non posto, reso disponibile per il download digitale a partire dal 6 maggio 2016 e promosso dal relativo videoclip uscito nello stesso giorno, quest'ultimo divenuto uno tra i 100 video più visti al mondo su YouTube al termine del mese. Il secondo singolo estratto, il brano d'apertura Assenzio, è stato pubblicato il 18 novembre e ha visto la partecipazione vocale di Stash, frontman dei The Kolors, e di Levante.
Entrambi i singoli hanno ottenuto un ottimo successo in Italia, debuttando entrambi in vetta alla Top Singoli e venendo certificati multiplatino dalla Federazione Industria Musicale Italiana.
In concomitanza con la pubblicazione dell'album, J-Ax e Fedez hanno pubblicato come terzo singolo Piccole cose, che ha visto la partecipazione vocale della cantante Alessandra Amoroso; il relativo videoclip ha ottenuto 1.404.954 visualizzazioni su Vevo nelle prime 24 ore di pubblicazione, conquistando pertanto il record di maggiori visualizzazioni in un giorno per un artista italiano.
Il 12 maggio 2017 il duo ha pubblicato come quarto singolo una nuova versione di Senza pagare, caratterizzata dalla partecipazione del rapper e produttore discografico statunitense T-Pain. Anche questo singolo, grazie anche al relativo videoclip, pubblicato una settimana più tardi e girato nella casa di Paris Hilton, ha ottenuto un ottimo successo in Italia, vendendo oltre 250 000 copie e venendo certificato cinque volte disco di platino.
Il 27 ottobre è stata la volta del singolo inedito Sconosciuti da una vita, che ha anticipato la riedizione dell'album prevista a fine novembre. Quest'ultima, commercializzata in edizione standard e deluxe, presenta cinque brani inediti, un DVD live e un CD live (due nell'edizione deluxe).

## Accoglienza
| Recensione           | Giudizio |
| -------------------- | -------- |
| Impatto Sonoro       | negativo |
| Rockol               |          |
| Rolling Stone Italia | negativo |

Comunisti col Rolex è stato accolto in maniera generalmente negativa dalla critica specializzata. Lorenzo Tagliaferri di Impatto Sonoro ha affermato che l'album «si candida a diventare in maniera repentina il manifesto dell'ennesima generazione che si butta nel cesso con una corda al collo. J-Ax e Fedez, promotori di un linguaggio stupido, inadeguato ad una società multilivellata e caratterizzata dall'aumento dell'alfabetizzazione, scrivono musica per gli ultimi. Non gli "ultimi" che immaginate voi. Non quelli che soffrono o che muoiono di fame e di sete. Gli ultimi della catena del progresso». Anche Rolling Stone Italia si è espresso negativamente nei confronti del progetto, definendolo «pieno di contraddizioni», con particolari critiche rivolte alla title track: «L'idea stessa di comunista col Rolex è démodé, ma lo è anche il valore dato ai soldi in questo pezzo, una versione dell'edonismo reaganiano masticata e sputata dal rosichìo social e 5stelle.»
Mattia Marzi di Rockol ha invece recensito positivamente l'album, scrivendo che «J-Ax e Fedez hanno fregato tutti: hanno capito che unendo il linguaggio del rap alle melodie e alla struttura delle canzoni pop italiane avrebbero potuto esplorare territori inediti e avvicinare il rap al pubblico con risultati mai ottenuti da nessuno prima di loro».

## Tracce
1. Assenzio (feat. Stash & Levante) – 4:10 (Alessandro Merli, Federico Lucia, Alessandro Aleotti, Fabio Clemente, Dario Faini, Angelo Rogoli)
2. Comunisti col Rolex – 4:54 (Alessandro Merli, Federico Lucia, Alessandro Aleotti, Fabio Clemente)
3. Il giorno e la notte (feat. Giusy Ferreri) – 3:31 (Alessandro Merli, Federico Lucia, Alessandro Aleotti, Federica Abbate, Fabio Clemente)
4. Senza pagare – 3:16 (Alessandro Merli, Federico Lucia, Alessandro Aleotti, Fabio Clemente, Daniele Lazzarin)
5. Fratelli di paglia – 3:34 (Alessandro Merli, Federico Lucia, Alessandro Aleotti, Fabio Clemente)
6. Tutto il mondo è periferia – 3:21 (Alessandro Merli, Federico Lucia, Alessandro Aleotti, Fabio Clemente)
7. Milano intorno – 3:16 (Alessandro Merli, Federico Lucia, Alessandro Aleotti, Fabio Clemente, Edoardo D'Erme)
8. Vorrei ma non posto – 3:45 (Alessandro Merli, Federico Lucia, Alessandro Aleotti, Fabio Clemente)
9. L'Italia per me (feat. Sergio Sylvestre) – 3:27 (Alessandro Merli, Federico Lucia, Alessandro Aleotti, Fabio Clemente)
10. Musica del cazzo – 3:34 (Alessandro Merli, Federico Lucia, Alessandro Aleotti, Marco Arata, Fabio Clemente)
11. Piccole cose (feat. Alessandra Amoroso) – 3:35 (Alessandro Merli, Federico Lucia, Alessandro Aleotti, Fabio Clemente, Roberto Casalino)
12. Cuore nerd (feat. Alessia Cara) – 2:44 (Alessandro Merli, Federico Lucia, Alessandro Aleotti, Fabio Clemente, Federica Abbate, Daniele Lazzarin)
13. Anni luce (feat. Nek) – 3:17 (Alessandro Merli, Federico Lucia, Alessandro Aleotti, Fabio Clemente, Angelo Rogoli, Dario Faini)
14. Meglio tardi che noi (feat. Arisa) – 3:21 (Alessandro Merli, Federico Lucia, Alessandro Aleotti, Fabio Clemente, Federica Abbate, Dario Faini, Catalano)
15. Allergia (feat. Loredana Bertè) – 3:49 (Alessandro Merli, Federico Lucia, Alessandro Aleotti, Edoardo D'Erme, Fabio Clemente)
16. Pieno di stronzi – 4:04 (Aaron Barrett, Alessandro Aleotti, Federico Lucia)

Contenuto bonus nella Multiplatinum Edition
- CD 1 – Inediti

1. Senza pagare (vs T-Pain) – 3:30
2. Sconosciuti da una vita – 3:00
3. Favorisca i sentimenti – 2:06
4. Devi morire – 4:13
5. Perdere la testa (feat. Giò Sada) – 3:44
6. Il kaos è chiuso – 4:03

- CD 2 – Live

1. Show Intro – 1:48
2. Musica del c***o – 3:50
3. Senza pagare – 3:12
4. Il bello d'esser brutti – 1:18
5. Pensavo fosse amore e invece... – 1:06
6. Anni luce (feat. Nek) – 3:21
7. Sirene – 3:34
8. Il giorno e la notte – 3:30
9. Piccole cose – 3:44
10. Non è un film – 4:30
11. Spirale ovale – 4:31
12. Assenzio (feat. Stash & Levante) – 4:35
13. Intro – 3:59
14. Fratelli di paglia – 3:44
15. Allergia (feat. Loredana Bertè) – 4:03
16. L'amore eternit (feat. Noemi) – 4:15
17. L'uomo col cappello – 3:54
18. Uno di quei giorni (feat. Nina Zilli) – 3:54
19. Comunisti col Rolex – 5:51

- CD 3 – Live

1. Generazione bho – 3:24
2. Domani smetto – 2:37
3. Cuore nerd – 2:47
4. Meglio tardi che noi – 3:20
5. Cigno nero – 3:22
6. Magnifico – 3:26
7. Olivia Oil – 2:19
8. Fabrizio fa brutto – 1:07
9. Non c'è due senza trash – 2:01
10. 21 grammi – 1:12
11. Sembra semplice – 2:52
12. L'hai voluto tu – 3:06
13. Immorale – 2:10
14. Alfonso Signorini (eroe nazionale) – 1:27
15. + stile – 3:36
16. Piccoli per sempre – 4:13
17. L'Italia per me (feat. Sergio Sylvestre) – 3:39
18. Pieno di stronzi – 4:43
19. Maria Salvador (feat. Il Cile) – 4:11
20. Vorrei ma non posto – 5:15

## Formazione
- Fedez – voce
- J-Ax – voce
- Takagi & Ketra – produzione
- Stash – voce aggiuntiva (traccia 1)
- Levante – voce aggiuntiva (traccia 1)
- Giusy Ferreri – voce aggiuntiva (traccia 3)
- Sergio Sylvestre – voce aggiuntiva (traccia 9)
- Alessandra Amoroso – voce aggiuntiva (traccia 11)
- Alessia Cara – voce aggiuntiva (traccia 12)
- Nek – voce aggiuntiva (traccia 13)
- Arisa – voce aggiuntiva (traccia 14)
- Loredana Bertè – voce aggiuntiva (traccia 15)

## Classifiche
| Classifica (2017) | Posizione massima |
| ----------------- | ----------------- |
| Italia            | 1                 |
| Svizzera          | 37                |